# Duliu, Tianjin
Duliu (kinesiska: 独流, 独流镇) är en köping i Kina.  Den ligger i storstadsområdet Tianjin, i den norra delen av landet, omkring 27 kilometer väster om stadens centrum. Antalet invånare är 36 490. Befolkningen består av 17 880 kvinnor och 18 610 män. Barn under 15 år utgör 16,0 %, vuxna 15-64 år 74 %, och äldre över 65 år 8,0 %.